# Phalanta alcippe
Phalanta alcippe — дневная бабочка из семейства Nymphalidae.

## Описание
Бабочка средних размеров. Основной фон крыльев охристо-рыжий с множественными буро-чёрными пятнами и полосами различных размеров. Нижняя сторона крыльев покровительственной окраски, подражающая сухим листьям и растительным останкам.

## Подвиды и ареал
Благодаря широкому распространению вид образует множество подвидов:
- Phalanta alcippe alcippe (острова: Амбон, Серанг, Сапаруа)
- Phalanta alcippe alcippoides (Moore, [1900]) (от Индии до южной Бирмы, Таиланд, Бирма, Борнео)
- Phalanta alcippe drepana Fruhstorfer (Ява)
- Phalanta alcippe pallidior Staudinger (о-в Палаван)
- Phalanta alcippe violetta Fruhstorfer (Филиппины)
- Phalanta alcippe semperi Moore (Филиппины: от Лузона до Цебу)
- Phalanta alcippe alcesta Corbet, 1941 (Малайзийский полуостров)
- Phalanta alcippe aurica Eliot, 1978 (Pulau Aur, Pulau Permanggil)
- Phalanta alcippe tiomana Corbet, 1937 (Тиоман)
- Phalanta alcippe ceylonica Mander (Шри-Ланка)
- Phalanta alcippe andamana Fruhstorfer (Адамановы острова)
- Phalanta alcippe fraterna Moore (Никобарские острова)
- Phalanta alcippe enganica Fruhstorfer (Энгано)
- Phalanta alcippe floresiana Fruhstorfer (ов- Флорем, Острова Лессер Санда)
- Phalanta alcippe celebensis Wallace (Сулавеси)
- Phalanta alcippe omarion Fruhstorfer (о-в Сула)
- Phalanta alcippe asinia Fruhstorfer (о-ва Тимор, Ветар)
- Phalanta alcippe quinta Fruhstorfer (о-ва Халмахера, Бакан)
- Phalanta alcippe alcippina Fruhstorfer (о-в Оби)
- Phalanta alcippe cervina (Butler, 1876) (северо-западный Ириан)
- Phalanta alcippe arruanae (Felder, 1860) (о-в Ару)
- Phalanta alcippe cervinides (Fruhstorfer, 1904) (Вайгео)
- Phalanta alcippe kinitis Fruhstorfer (восточная Новая Гвинея)
- Phalanta alcippe denosa Fruhstorfer (Архипелаг Бисмарка)
- Phalanta alcippe ephyra Godman & Salvin (о-в Бугенвиль)
- Phalanta alcippe rennellensis Howarth (о-в Реннелл)
- Phalanta alcippe bellona Howarth(о-в Беллона)